# Маленькая Анни Руни
«Маленькая Анни Руни» (англ. Little Annie Rooney) — трагикомедия 1925 года.

## Сюжет
Отца Аннабель Руни, полицейского Тимоти Руни, убивают в перестрелке. Анни и её старший брат Тим полны решимости отомстить за его смерть. Когда им становится известно, что в убийстве подозревают некоего Джо Келли, Тим ранит его из отцовского пистолета. Тем временем Анни вместе с бандой дворовых мальчишек-хулиганов удаётся схватить настоящего преступника, после чего девочка отправляется в больницу и спасает жизнь Келли, в которого влюблена, сдав свою кровь для переливания.

## Интересные факты
- Премьера фильма состоялась 18 октября 1925 года.
- Производством фильма занималась собственная компания Пикфорд, а его прокатчиком была кинокомпания United Artists.
- В этом фильме 33-летняя Пикфорд исполнила роль 12-летней девочки Аннабель Руни.

## В ролях
- Мэри Пикфорд — Аннабель Руни
- Уильям Хейнс — Джо Келли
- Уолтер Джеймс — Офицер Тимоти Руни
- Гордон Гриффит — Тим Руни